# Hipódromo de Can Tunis

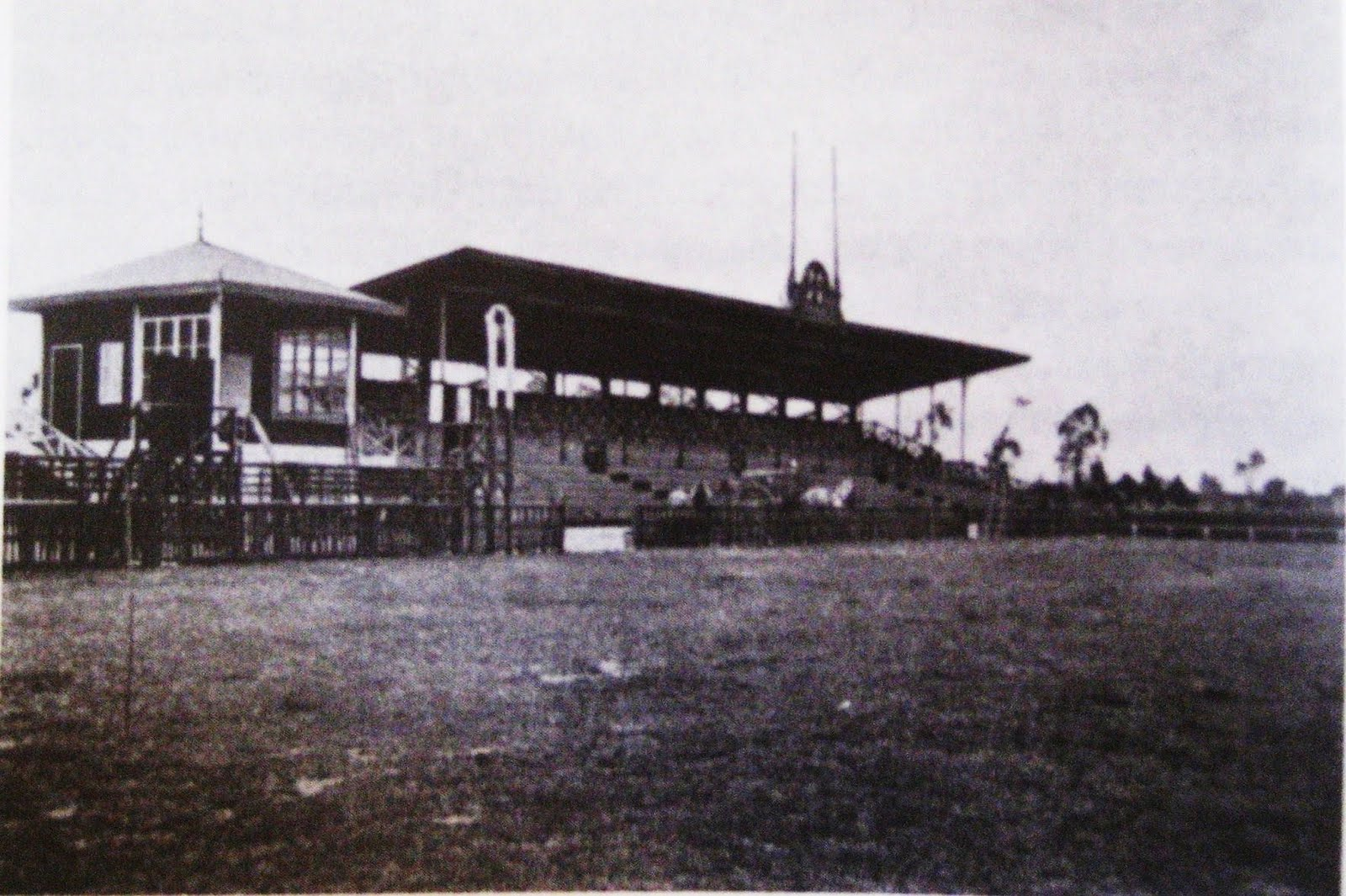
Hipódromo de Can Tunis.

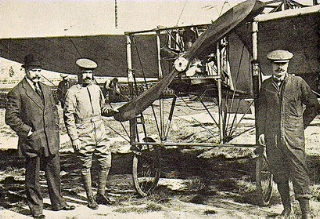
Primer vuelo en aeroplano de España (1910), por el piloto francés Julien Mamet.

El hipódromo de Can Tunis fue un recinto hípico situado en el barrio de Can Tunis de Barcelona. 

## Historia
Se inauguró en septiembre de 1883, con el patrocinio del Círculo Ecuestre de Barcelona y el Fomento de la Cría Cavallar. Estaba emplazado en un terreno desecado del antiguo estanque del puerto de Barcelona, con unas dimensiones de 9 ha. El proyecto constructivo corrió a cargo de la Compañía Francesa de Carreras de Caballos. La pista tenía 300 m de largo por 16 de ancho, mientras que la tribuna estaba diseñada para unos mil espectadores; había también una pelouse central a la que también podía acceder el público. El recinto contaba también con unos jardines, cuadras, oficinas, un restaurante y una zona recreativa. El hipódromo fue un emblema de la burguesía y la aristocracia barcelonesa de finales del siglo XIX, aunque desde principios del siglo XX empezó a declinar, y desde entonces fue destinado también a otros eventos deportivos, como el fútbol y la aeronáutica (aquí se realizó el primer vuelo en aeroplano de toda España, el 12 de febrero de 1910, por el piloto francés Julien Mamet a bordo de un Blériot XI con motor de 25 CV). Finalmente, el hipódromo fue clausurado en 1934.